# Обилор, Фейт
Фейт Фрайдей Обилор (англ. Faith Friday Obilor; 5 марта 1991, Аба, Нигерия) — нигерийский футболист, защитник.

## Карьера
В 2017 году стал игроком финского клуба ХИК.
В 2020 году подписал контракт с молдавским клубом «Шериф».
В 2021 году перешёл в казахстанский клуб «Тараз». 14 марта 2021 года в матче против клуба «Кайсар» дебютировал в казахстанской Премьер-лиге (3:2), выйдя на замену на 46-й минуте вместо Берика Айтбаева.

## Достижения
«Интер» Турку
- Серебряный призёр чемпионата Финляндии: 2012

РоПС
- Серебряный призёр чемпионата Финляндии: 2015

ХИК
- Чемпион Финляндии (2): 2017, 2018

## Клубная статистика
| Игровая карьера | Игровая карьера | Игровая карьера | Лига | Лига | Кубок | Кубок | Межд. | Межд. | Др. | Др. |
| --------------- | --------------- | --------------- | ---- | ---- | ----- | ----- | ----- | ----- | --- | --- |
| 2018            | ХИК             | А               | 29   | 1    | 8     | 1     | 6     | 0     | —   | —   |
| 2019            | ХИК             | А               | 13   | 0    | 5     | 0     | 5     | 0     | —   | —   |
| 2020/21         | Шериф           | А               | 17   | 0    | 1     | 0     | 3     | 0     | —   | —   |
| 2021            | Тараз           | A               | 24   | 2    | 6     | 0     | —     | —     | —   | —   |
| 2022            | Аксу            | A               | 22   | 0    | —     | —     | —     | —     | —   | —   |